# Cantonul Claye-Souilly
Cantonul Claye-Souilly este un canton din arondismentul Torcy, departamentul Seine-et-Marne, regiunea Île-de-France , Franța.

## Comune
- Annet-sur-Marne
- Claye-Souilly (reședință)
- Courtry
- Le Pin
- Villeparisis
- Villevaudé